# Дергунов, Василий Сергеевич
Василий Сергеевич Дергунов — советский хозяйственный, государственный и политический деятель.

## Биография
Родился в 1922 году в деревне Алексеевка. Член КПСС с 1945 года.
С 1941 года — на хозяйственной, общественной и политической работе. В 1941—1986 гг. — технолог, инженер-технолог, начальник цеха, заместитель главного контролера Казанского моторостроительного завода, главный контролер по качеству управления машиностроения Татарского совнархоза, партийный работник в Казани и Татарской АССР, заведующий промышленно-транспортным отделом обкома КПСС, секретарь, второй секретарь Татарского обкома КПСС, исполняющий обязанности первого секретаря Татарского обкома КПСС.
Избирался депутатом Верховного Совета РСФСР 10-го и 11-го созывов.
Делегат XXVI съезда КПСС.
Умер в Казани в 1989 году.